# Lidia Poët
Lidia Poët (Perrero, 26 agosto 1855 – Diano Marina, 25 febbraio 1949) è stata un'avvocata italiana, la prima donna a entrare nell'Ordine degli avvocati in Italia.
Rese importanti contributi per la realizzazione dell'attuale diritto penitenziario. Partecipò attivamente alla realizzazione del programma del primo congresso delle donne italiane tenutosi a Roma nel 1908.

## Biografia
Era la figlia di Giovanni Pietro Poët, sindaco del paese per quasi trent'anni, e Marianna Richard, nata in una famiglia di ricchi proprietari terrieri.
Trascorse l'infanzia a Traverse di Perrero, nella Valle Germanasca in provincia di Torino, dove era nata in un'agiata famiglia valdese. Adolescente, si trasferì con la famiglia a Pinerolo dove già risiedeva il fratello maggiore Giovanni Enrico, titolare di uno studio legale avviato. Frequentò il "Collegio delle Signorine di Bonneville" ad Aubonne, cittadina svizzera sul lago Lemano e, nel 1871, conseguì la patente di Maestra Superiore Normale, tre anni dopo, quella di Maestra di inglese, tedesco e francese.
Tornata a Pinerolo, ormai orfana, chiese di poter proseguire gli studi e nel 1877 conseguì la licenza liceale, presso il liceo Giovanni Battista Beccaria di Mondovì. L'anno successivo si iscrisse alla facoltà di giurisprudenza dell'Università di Torino, dopo aver abbandonato la facoltà di Medicina.

### Laurea e richiesta di iscrizione
Si laureò in giurisprudenza il 17 giugno 1881 dopo aver discusso una tesi sulla condizione femminile nella società e sul diritto di voto per le donne. Nei due anni seguenti fece pratica legale a Pinerolo presso l'ufficio dell'avvocato e senatore Cesare Bertea e assistette alle sessioni dei tribunali. Svolto il praticantato, superò in modo brillante, con il voto di 45/50, l'esame di abilitazione alla professione forense e chiese l'iscrizione all'Ordine degli Avvocati e Procuratori di Torino.
La richiesta venne osteggiata dagli avvocati Desiderato Chiaves, ex ministro dell'interno e Federico Spantigati che, per protesta, si dimisero dall'ordine dopo che l'istanza venne messa ai voti e accolta. Furono favorevoli all'iscrizione il presidente Saverio Francesco Vegezzi (colui che aveva spinto il re Carlo Alberto di Savoia a promulgare l'omonimo Statuto costituzionale) ed altri quattro consiglieri (Carlo Giordana, Tommaso Villa, Franco Bruno, Ernesto Pasquali), i quali precisarono che "a norma delle leggi civili italiane le donne sono cittadini come gli uomini". Fu così che il 9 agosto 1883 Lidia Poët divenne la prima donna ammessa all'esercizio dell'avvocatura.

### Revoca dell'iscrizione
Il procuratore generale del Regno mise in dubbio la legittimità dell'iscrizione e impugnò la decisione ricorrendo alla Corte d'Appello di Torino. 
L'11 novembre 1883 la Corte di Appello accolse la richiesta del procuratore e annullò l'iscrizione all'albo. 
Il 28 novembre Lidia Poët presentò un ricorso articolato alla Corte di Cassazione che, con la sentenza del 18 aprile 1884, confermò la decisione della Corte d'Appello, dichiarando che "La donna non può esercitare l'avvocatura", e sostenendo che la professione forense doveva essere qualificata come un "ufficio pubblico", il che comportava una ovvia esclusione, dato che l'ammissione delle donne agli uffici pubblici doveva essere esplicitamente prevista dalla legge. Quando la legge taceva – come nel caso della legge sulla avvocatura – non era possibile interpretare il silenzio del legislatore alla stregua di una ammissione. 
A conferma di ciò vi erano anche considerazioni di carattere lessicale: la legge unitaria sull'avvocatura 8 giugno 1874, n. 1938 era da intendersi solo per il genere maschile utilizzando il termine avvocato e mai quello di avvocata. 
Veniva inoltre sentenziato che "nella razza umana, esistono diversità e disuguaglianze naturali […] E dunque non si può chiedere al legislatore di rimuovere anche le differenze naturali insite nel genere umano".
La sentenza conteneva anche argomentazioni tutt'altro che giuridiche e frutto di stereotipi di genere. Vi si legge che le donne non potevano essere avvocate perché era inopportuno che convergessero "nello strepitio dei pubblici giudizi", magari discutendo di argomenti imbarazzanti per "fanciulle oneste"; o che indossassero la toga sui loro abiti, ritenuti tipicamente "strani e bizzarri"; o perché avrebbero potuto indurre i giudici a favorire una "avvocata leggiadra". Una esclusione giustificata inoltre per la naturale riservatezza del sesso, la sua indole, la destinazione, la fisica cagionevolezza e in generale la deficienza in esso di adeguate forze intellettuali e morali, quali la fermezza, la severità, la costanza che avrebbero impedito alle donne di occuparsi di "affari pubblici".
La cancellazione accese un intenso dibattito, non solo in Italia, ed ebbe un lungo seguito con 25 quotidiani italiani sostenitori dei ruoli pubblici tenuti da donne e solo tre contrari, come testimoniato dallo studio dell'avvocato a lei contemporaneo Ferdinando Santoni De Sio nel saggio Le donne e l'avvocatura.
Il Corriere della Sera il 4 dicembre 1883 pubblicò un'intervista in cui Lidia Poët commentò la sentenza e ripercorse la sua carriera studentesca, dai primi giorni di corso, quando fu accolta dai compagni "con molta curiosità ma con altrettanta benevolenza", fino al giorno della laurea, alla cui seduta assistettero oltre cinquecento studenti e il senatore Cesare Bertea rivolse parole di ringraziamento in nome "dell'umanità e della libertà".
Lidia Poët non poté quindi esercitare a pieno titolo la sua professione, ma collaborò con il fratello Giovanni Enrico e divenne attiva soprattutto nella difesa dei diritti dei minori, degli emarginati e delle donne, sostenendo anche la causa del suffragio femminile.

### Congressi Penitenziari Internazionali
Ancora poco nota è la sua partecipazione ai Congressi Penitenziari Internazionali dove ricoprì ruoli di rilievo per trent'anni, come membro del Segretariato occupandosi dei diritti dei detenuti e dei minori, promuovendo l'istituzione dei tribunali dei minori e affrontando il tema della riabilitazione dei detenuti attraverso l'educazione e il lavoro.
Nel 1885 partecipò al terzo Congresso Penitenziario Internazionale che si tenne a Roma; cinque anni dopo venne invitata a San Pietroburgo per partecipare al quarto, in qualità di delegata.
Il governo francese, invitandola a Parigi, la nominò Officier d'Académie, onorificenza tributata per i lavori svolti al Congresso Penitenziario Internazionale di Parigi del 1895.

### Adesione al Consiglio Nazionale delle Donne Italiane  (CNDI)
Donna del suo tempo, pur non approvando i metodi delle suffragette inglesi, si adoperò per l'emancipazione femminile aderendo al Consiglio Nazionale delle Donne Italiane (CNDI) fin dalla sua fondazione, avvenuta nel 1903 e venne incaricata di dirigere i lavori della sezione giuridica nei primi congressi femminili italiani del 1908 e 1914 dove si dibattevano argomenti ancor oggi attualissimi.
Negli atti del congresso del 1914 emerge l'impegno per rivendicare "l'ammissione delle donne alle funzioni di tutori, la vigilanza del magistrato e il patrocinio scolastico per la protezione fisica e morale dei minori, il divieto di presenza dei minori nelle udienze penali di tribuni e corti di giustizia, la privazione della patria potestà per i genitori che si rendono indegni o che sono riconosciuti incapaci; assistenza immediata ai minori i cui genitori sono in carcere, in ospedale o abbandonati; il divieto di ammettere minori a spettacoli cinematografici offensivi della morale; il divieto di servire negli esercizi bevande alcoliche ai minori; la regolamentazione del lavoro dei minori aumentando i limiti di età e riducendo l'orario di lavoro che non può superare le otto ore giornaliere per i ragazzi al di sotto dei sedici anni e per le ragazze al di sotto dei ventuno anni; l'aumento del limite di età per i delitti contro la morale delle vittime a quattordici anni invece di dodici, e a diciotto anni invece di sedici, e la pena aumentata al massimo per le scritte e le immagini oscene esposte al pubblico".
In questi simposi vennero rivendicati istituti giuridici innovativi che entrarono nell'ordinamento italiano solo decenni successivi quali l'equiparazione tra figli naturali e legittimi (Legge 10 dicembre 2012, n. 219), la proposta del servizio civile per le ragazze (legge 64/2001), i trust familiari per il mantenimento dei figli (legge 9 ottobre 1989, n. 364 (entrata in vigore il 1º gennaio 1992), il divorzio (Legge n. 898/1970), il diritto di voto (1946).
Alcune fonti orali dichiarano che allo scoppio della prima guerra mondiale prestò la sua opera come infermiera dalla Croce Rossa Italiana, ricevendo quale riconoscimento una medaglia d'argento, ma non è stato possibile verificare la notizia presso gli archivi della Croce Rossa, che risultano in fase di riordino alla data del 30/4/2022.

### Ammissione all'Ordine degli avvocati
Al termine del conflitto mondiale la Legge n. 1179 del 17 luglio 1919, nota come legge Sacchi, abolì l'autorizzazione maritale e autorizzò le donne a entrare nei pubblici uffici, tranne che nella magistratura, nella politica e in tutti i ruoli militari.
All'articolo 7 la legge apriva finalmente alle donne le porte del foro: "Le donne sono ammesse, a pari titolo degli uomini, ad esercitare tutte le professioni ed a coprire tutti gl'impieghi pubblici, esclusi soltanto, se non vi siano ammesse espressamente dalle leggi, quelli che implicano poteri pubblici giurisdizionali o l'esercizio di diritti e di potestà politiche che attengono alla difesa dello Stato".
Dopo aver praticato per anni la professione forense solo di fatto insieme al fratello Giovanni Enrico, nel 1920 Lidia Poët, all'età di 65 anni, entrò quindi finalmente nell'Ordine degli avvocati, divenendo ufficialmente la prima donna d'Italia ad esservi ammessa.
Nel 1922 divenne la presidente del Comitato pro voto donne di Torino.
Morì a Diano Marina all'età di 93 anni il 25 febbraio 1949 e venne sepolta nel cimitero di San Martino (Perrero), in Val Germanasca.

## Riconoscimenti

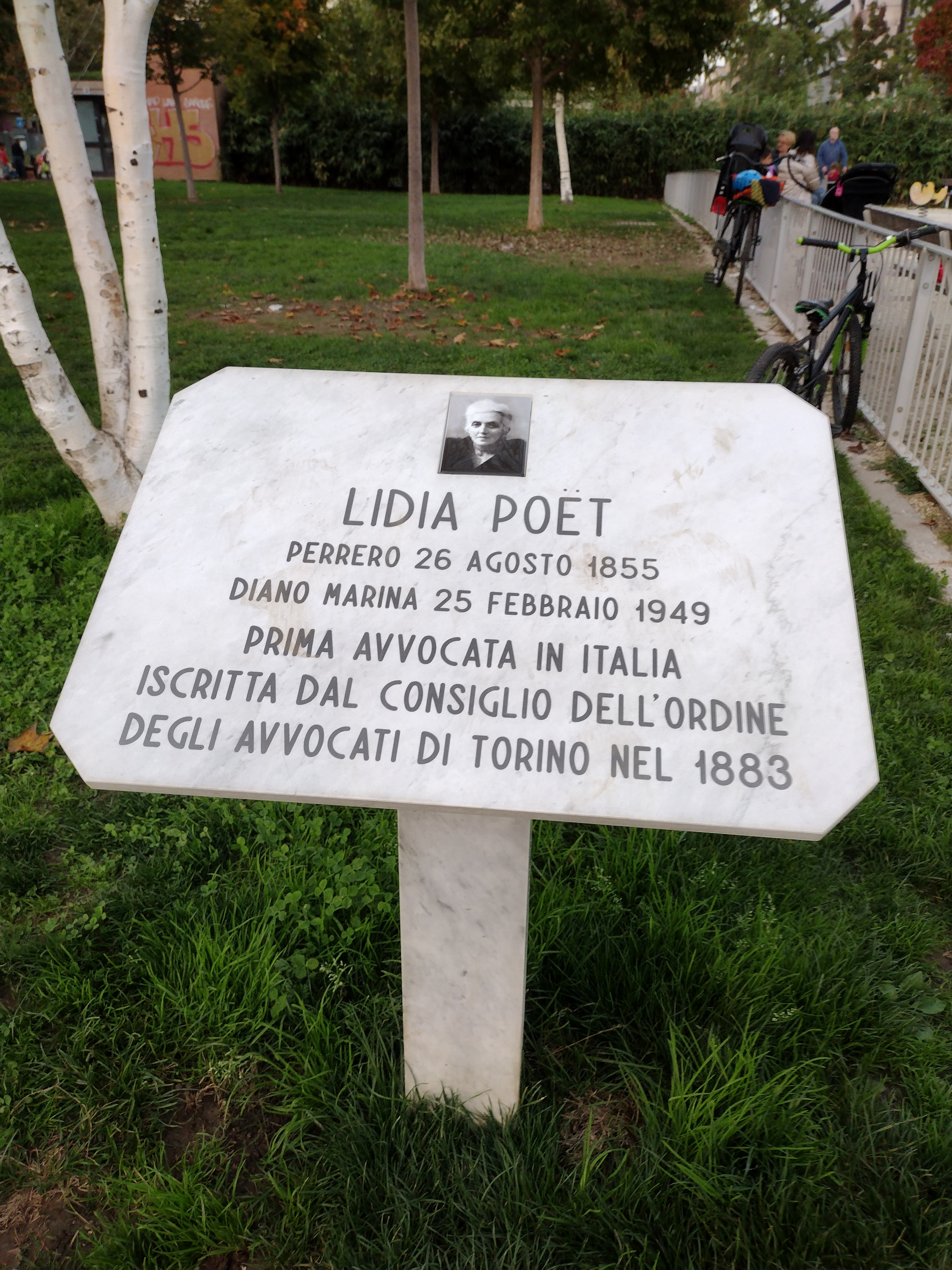
Cippo commemorativo a Torino

Il 28 luglio 2021 il Consiglio dell'Ordine degli avvocati di Torino ha dedicato un cippo commemorativo nei giardini del Palazzo di Giustizia.
A lei sono dedicate una scuola a Pinerolo e una a Frossasco. Le città di Livorno e di San Giovanni Rotondo le hanno dedicato una via mentre a Milano le hanno dedicato un giardino di fronte al Tribunale.

## Riferimenti nella cultura di massa
Lidia Poët, interpretata da Matilda De Angelis, è protagonista della serie TV di Netflix La legge di Lidia Poët.